# Møgeltønder

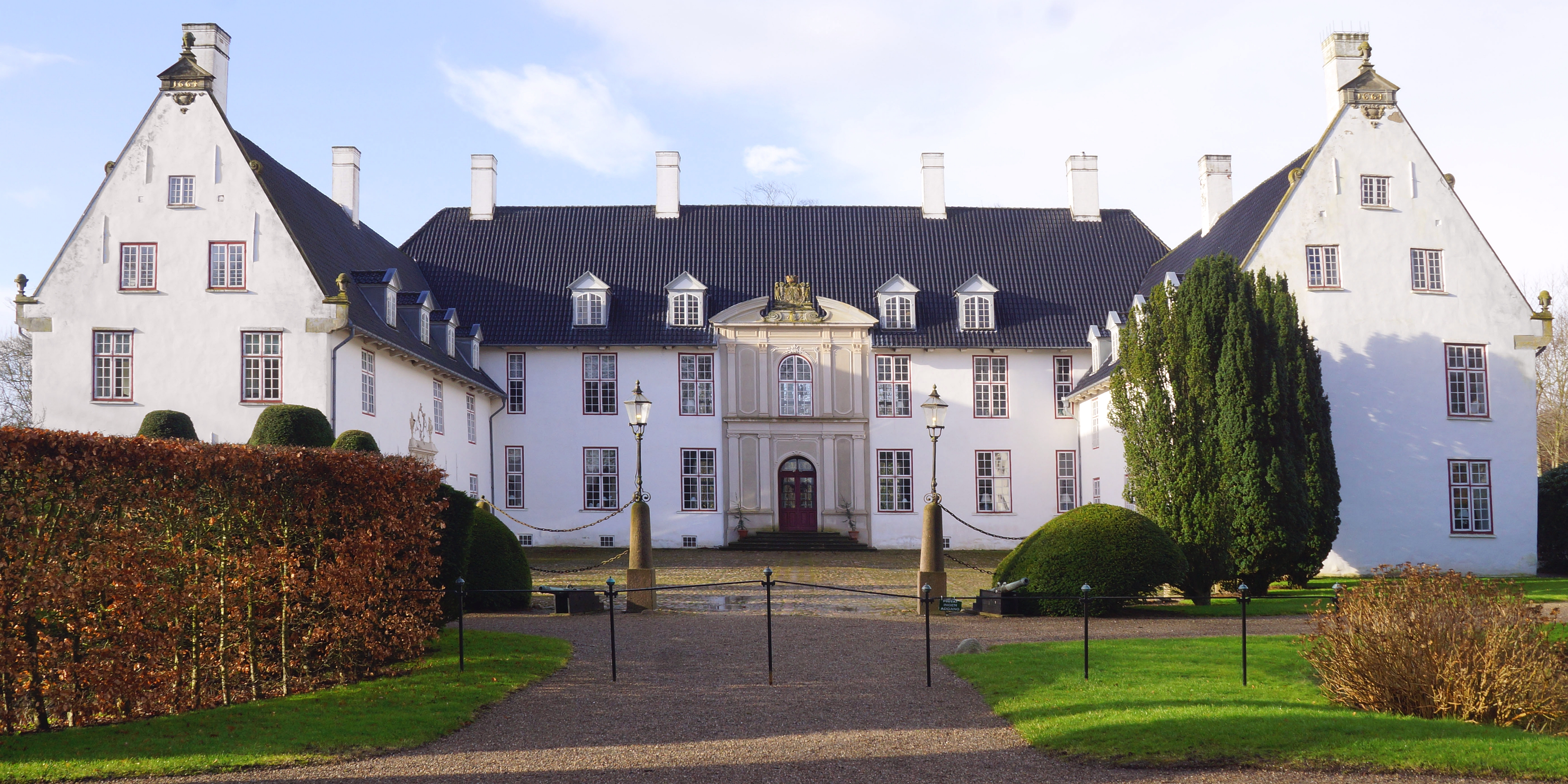
Zamek Schackenborg w Møgeltønder (zdjęcie 2023)

Møgeltønder – miasto w Danii, w regionie Dania Południowa, w gminie Tønder.